# Tyrrell 020B
Chronologie des modèles (1992)
Tyrrell 020 Tyrrell 020C
La Tyrrell 020B est la monoplace de Formule 1 engagée par l'écurie britannique Tyrrell Racing dans le cadre du championnat du monde de Formule 1 1992. Elle est pilotée par le Français Olivier Grouillard, en provenance de l'écurie AGS, et l'Italien Andrea De Cesaris, transfuge de l'écurie Jordan Grand Prix. La 020B est en réalité une évolution de la Tyrrell 020, adaptée à la réglementation en vigueur. Toutefois, elle s'en distingue par son moteur Ilmor, qui remplace le bloc Honda de la saison précédente.

## Historique
Tyrrell Racing aborde difficilement la saison 1992. À la fin de l'année 1991, l'écurie britannique perd le soutien de Braun, son commanditaire principal, et de son motoriste, Honda. En outre, son premier pilote, Stefano Modena, rejoint Jordan Grand Prix, tandis que Satoru Nakajima met un terme à sa carrière en Formule 1. Ken Tyrrell envisage de vendre son équipe pour 9 millions de dollars, tout en conservant sa soufflerie et son centre de fabrication de carbone, à l'écurie de Formule 3000 Paul Stewart Racing. Finalement, durant l'intersaison, Tyrrell obtient le soutien du cigarettier Marlboro, moyennant le recrutement d'Olivier Grouillard, soutenu également par Elf, et d'Andrea De Cesaris,. 
La Tyrrell 020B est une monoplace peu performante et très peu fiable : en trente-deux engagements, elle ne rallie l'arrivée qu'à douze reprises, notamment en raison de son moteur V10 Ilmor plutôt fragile. Néanmoins, Andrea De Cesaris marque les points de la cinquième place lors de la deuxième manche de la saison, disputée au Mexique, alors que son équipier abandonne à la suite de la casse de son moteur, tout comme lors du Grand Prix inaugural,.
Grouillard rallie l'arrivée pour la première fois de la saison lors du Grand Prix de Saint-Marin, la cinquième épreuve du championnat, où il termine huitième, alors que De Cesaris est quatorzième. Au Grand Prix du Canada, De Cesaris réalise le quatorzième temps des qualifications, à 2,8 secondes de la pole position d'Ayrton Senna, tandis qu'Olivier Grouillard obtient le vingt-sixième et dernier temps qualificatif de la séance, à près d'une seconde de son équipier. En course, l'Italien termine cinquième et son équipier finit douzième,.
La deuxième moitié de la saison est plus difficile pour Tyrrell : lors des sept derniers Grands Prix de la saison, Olivier Grouillard est systématiquement contraint à l'abandon par des problèmes de fiabilité ou des erreurs de pilotage. De Cesaris termine néanmoins sixième du Grand Prix d'Italie et réalise sa meilleure performance de la saison lors du Grand Prix du Japon, où il termine quatrième après s'être élancé de la neuvième place sur la grille,,.
À l'issue du championnat, Tyrrell termine sixième du championnat du monde des constructeurs avec huit points, tous marqués par Andrea De Cesaris, qui se classe neuvième du championnat des pilotes.

## Résultats en championnat du monde de Formule 1
| Saison | Écurie                      | Moteur         | Pneumatiques | Pilotes            | Courses | Courses | Courses | Courses | Courses | Courses | Courses | Courses | Courses | Courses | Courses | Courses | Courses | Courses | Courses | Courses | Points inscrits | Classement |
| Saison | Écurie                      | Moteur         | Pneumatiques | Pilotes            | 1       | 2       | 3       | 4       | 5       | 6       | 7       | 8       | 9       | 10      | 11      | 12      | 13      | 14      | 15      | 16      | Points inscrits | Classement |
| ------ | --------------------------- | -------------- | ------------ | ------------------ | ------- | ------- | ------- | ------- | ------- | ------- | ------- | ------- | ------- | ------- | ------- | ------- | ------- | ------- | ------- | ------- | --------------- | ---------- |
| 1992   | Tyrrell Racing Organisation | Ilmor V10 LH10 | Goodyear     |                    | AFS     | MEX     | BRÉ     | ESP     | SMR     | MON     | CAN     | FRA     | GBR     | ALL     | HON     | BEL     | ITA     | POR     | JAP     | AUS     | 8               | 6e         |
| 1992   | Tyrrell Racing Organisation | Ilmor V10 LH10 | Goodyear     | Olivier Grouillard | Abd     | Abd     | Abd     | Abd     | 8e      | Abd     | 12e     | 11e     | 11e     | Abd     | Abd     | Abd     | Abd     | Abd     | Abd     | Abd     | 8               | 6e         |
| 1992   | Tyrrell Racing Organisation | Ilmor V10 LH10 | Goodyear     | Andrea De Cesaris  | Abd     | 5e      | Abd     | Abd     | 14e     | Abd     | 5e      | Abd     | Abd     | Abd     | 8e      | 8e      | 6e      | 9e      | 4e      | Abd     | 8               | 6e         |

Légende : ici 